# Heterogamus crassinervis
Heterogamus crassinervis är en stekelart som först beskrevs av Chen och He 1997.  Heterogamus crassinervis ingår i släktet Heterogamus och familjen bracksteklar. Inga underarter finns listade i Catalogue of Life.